# Óxido de litio
El óxido de litio (Li2O)  es un compuesto químico inorgánico que se forma junto con pequeñas cantidades de peróxido de litio cuando el metal litio se quema en presencia de aire y se combina con oxígeno, de acuerdo a la siguiente reacción:
4Li + O2 → 2Li2O.
También puede ser producido por la descomposición térmica del peróxido de litio, Li2O2, a 450 °C:
2Li2O2 → 2Li2O + O2

## Estructura
Se trata de una sustancia que en estado sólido adopta una estructura de fluoruro similar al CaF2 (fluoruro de calcio).

## Usos
El óxido de litio se utiliza como fundente en esmaltes cerámicos. Asimismo, reacciona con el agua y el vapor para formar hidróxido de litio.